# 山達基教的學習技術
學習技術（英語：Study Technology，簡稱Study Tech）是新興宗教山達基教創辦人L·罗恩·贺伯特所發展的一套獨特的教学方法 。山達基教徒在山達基教會的培訓和靈修過程中需要使用學習技術，教會同時透過其附屬組織（應用教育協會等）在教會外進行推廣，並聲稱該學習技術是一種可以針對任何學生或主題的世俗教學方法。新興宗教學者约翰·高登·梅尔敦表示，賀伯特編寫《學習技術》是為了幫助那些文化水平較低的山達基新人，這些材料在山達基教會的內部使用「不是為了傳教，而是為了教人們如何閱讀」。
賀伯特在其1972年的一封《賀伯特溝通辦公室政策函》中寫道，「學習技術是我們和社會的主要橋樑」。大多數學習技術書籍都包含了賀伯特的兩頁傳記，但其中均隱瞞了他是山達基教創始人的身份。這種教學法受到了來自包括前教師的許多批評，聲稱該方法及應用該方法的學校與山達基的宗教理念有著內在的聯繫。

## 學習障礙理論
據該學習技術理論認爲，阻礙學生學習的三大障礙是：「缺乏『實體物』」、「梯度過陡」以及「誤字」，這來自山達基教宗教資料《賀伯特溝通辦公室公報全集》（紅色卷）（HCO bulletins - Red Volumes）的《學習障礙》（Barriers to Study）一文。根據賀伯特的說法，每個障礙都會使學生產生生理反應，例如打哈欠，或感到無聊或沮喪。根據賀伯特的信念，該方法否認精神狀況帶來的影響或任何生物學角度上的學習困難。
障礙理論的三點本身是常識性的，但該學習技術在宣講過程中將其宗教教條化並將「實體物」、「梯度」和「誤字」三個詞語賦予評價、情緒和宗教涵義，讓學生對此不容置疑並接受，進而接受山達基教理論。

### 缺乏實體物
新興宗教學者哈雷（Harley）和基弗（Kieffer）于2009年表示，他們所瞭解的學習技術資料聲稱的「缺乏實體物」，是指想完全理解抽象概念，必須由專人在物理層面上進行說明才可以，比如：如果能夠看到拖拉機或者其模型，那麼學生對拖拉機的理解過程就會加速 。山達基教室配備了黏土模型和「演示套件」，即一些日常物品的小集合，例如橡皮筋、迴紋針、軟木塞、筆尖、圖釘、橡皮擦等。黏士模型或此類套件中的內容用於創建正在研究的實體模型，從而為學生提供「實體物」。成為山達基教訓練師的要求之一即是用黏土來模擬賀伯特的作品《戴尼提55！》一書中關於溝通的章節的每個段落的前提。
該教育技術聲稱閲讀和聽講無法帶來「實體物」，故而會造成學生的學習障礙，但該聲明實際上與抽象學科的學習過程正相反，如：文学史、量子力學或是政治理論等。

### 梯度過陡
「梯度過陡」實際上在山達基教內部被認為是違反其宗教道德品格的。因爲信徒必須按照「通往完全自由之橋」所設定的級別來進行聽析和閱讀其宗教書籍。提前閱讀如《山達基：人類的歷史》等所謂「高階資料」從而過早得知山達基的終極核心，會導致：
1. 引發公衆對荒謬概念的討論，干擾普通人「上橋」，即阻礙教會循序漸進的推廣宣教過程，
2. 山達基人在靈修過程中加速，干擾信徒逐級「爬橋」，即阻礙信徒沿著既定的「通往完全自由之橋」逐級向教會支付貢獻。

### 誤字
「誤字」（Misunderstanding，簡稱Mis-U 或 M/U）是在山達基教系統中一個至關重要的概念。因爲根據教義，「一個人放棄學習，或變得困惑，或無法學習的唯一原因，是因為他/她跳過了一個未理解的單字」。所以，山達基學習技術尤其強調「清字」原則（Clearing Words）來解決此問題，即要求讀者查找他們不理解的單字的含義，然後在單字的定義中尋找其他不熟悉的單字。接下來，讀者將被指示用這個字造出自己的句子。這是該學習技術教學詞彙的方法。
對字詞的强調也體現在教會內部，山達基教會的教室配備了不同種類的字典類書籍，並有專人指導學生「找到你被誤解的[字]」。學習技術的課程包括49個技術公報，七個講座、三本山達基字典、一本文法書、大量的書籍詞彙表、數十個清字練習。
加州州立大學長灘分校的教育學教授瑪麗埃倫·沃格特（MaryEllen Vogt）稱，這種強調單字層面理解的閲讀方式非常令人擔憂，因為正常成人閱讀可以結合上下文理解。然而將詞語與上下文闡述分開，會使得語言原子化，讓閱讀者無法從孤立的單字中確定上下文原有的含義。古怪的概念可以藉此讓讀者以一種逐字接受的方式來接受整體。
與此同時，將閱讀困難簡單地歸結為對字詞的不理解，實際上忽視了閱讀材料可能存在的問題，如：糟糕的語法、錯誤的邏輯、雜亂的結構、明顯錯誤的事實等。這背後的原因是，山達基創始人賀伯特的著作被認為是完美的，不允許任何地進一步闡述或修改，對資料理解的困難只可能是信徒自身存在學習障礙。
另一方面，打哈欠等疲倦反應被山達基認為是學生誤解了某個單字或概念的身體跡象。如果發生必須展開「清字」過程。冗長繁瑣的過程也使得閱讀者不得不放棄自己的詮釋，并且自我保留任何負面感受。批評者認爲，「清字」的過程是壓抑批判性思考和獨立思考的一種有意并且有效的手段。

## 在學校的使用
根據1991年推廣組織應用教育協會自己的統計，全球已有150所學校使用了該學習技術。然而，美國《聖彼得斯堡時報》的一篇報導稱，民衆對此的實際反應不一。在德國的一所學校被迫關閉，另一所學校被停止開設；在南非，一些學校得到了南非公司的贊助，據報道，這些學校在貧困黑人家庭中取得了成功；在美國佛羅里達州克利爾沃特開設的學校未經許可，而且校內一些學生稱在公立學校中學到了更多知識。
不過，這種教育方法目前在私立的山達基學校中使用，例如開辦小學、初中和中學的德爾菲學校（Delphi schools），和現已關閉曾位於加州的私立小學——新村領導學院（New Village leadership Academy）。 
1997年，美國加州教育部應教會附屬的橋出版社（Bridge Publication）的請求，對將五本《學習技術》書籍作為潛在的“補充閲讀”的可能性進行了審查，發現它們並沒有明顯的宗教色彩。然而，他們擔心書中缺乏社會多樣性和性別多樣性。與此同時，這五本材料受到了許多專家的批評；例如，「清字」的做法被批評為促進山達基人使用清新技術的一種手段，並且此方法不能夠滿足所有級別的閱讀能力。專家們也批評了其中包含「品質」、「梯度」和「演示套件」等帶有宗教色彩的術語。

## 外部鏈接
- 什麼是學習技術？山達基和戴尼提的訓練服務—山達基官方網站 （页面存档备份，存于）
- 學習技術入門書籍及輔導課程簡介——山達基教會臺北大安生活改善中心:
  - 《文法與溝通––兒童用 （页面存档备份，存于）》
  - 《如何使用字典 （页面存档备份，存于）》
  - 《基本學習手冊 （页面存档备份，存于）》
  - 《生活的學習技能 （页面存档备份，存于）》
  - 《學習如何學習 （页面存档备份，存于）》
- 學習技術——山達基教會的教育前哨 （页面存档备份，存于） （英文）